# Pachyrhamma spinosa
Pachyrhamma spinosa is een rechtvleugelig insect uit de familie grottensprinkhanen (Rhaphidophoridae). De wetenschappelijke naam van deze soort is voor het eerst geldig gepubliceerd in 1961 door Richards.